# 北畠顕能
北畠 顕能（きたばたけ あきよし）は、南北朝時代の公卿・武将。准三后北畠親房の三男で、顕家や顕信の弟とするのが通説だが、一説には中院定平の子で、親房の養子になったともいう。建武政権期に父兄とともに伊勢国へ下り、同国司に任じられた後、多気を拠点に退勢著しい南朝軍事力の支柱として武家方に対抗した。伊勢北畠氏の祖。

## 生涯

### 多気入城

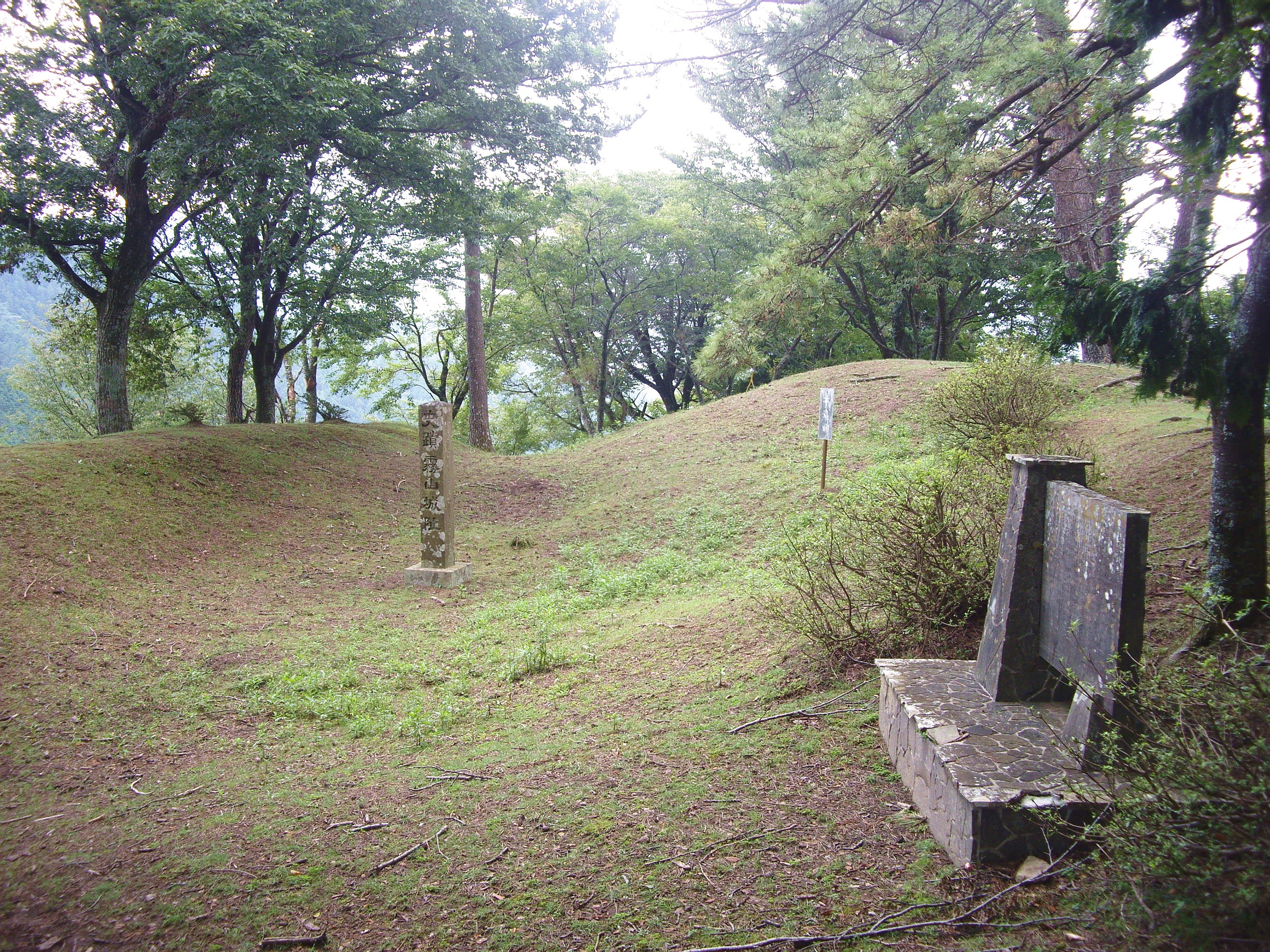
多気城跡（三重県津市）

伊勢国司の由来については確実な史料がないが、延元元年/建武3年（1336年）10月親房・顕信に従って伊勢へ下向した後、度会家行の援助で玉丸城を築き、延元3年/建武5年（1338年）閏7月従四位上･伊勢守に叙任されたとみられる。同年9月東国に向けて出航した親房・顕信の委任を受け、玉丸城に本拠を置いて伊勢経営の大任を負った。
延元4年/暦応2年（1339年）8月伊勢守護高師秋が前線の神山城に攻撃を加えるが、翌月愛洲氏らとともに立利縄手でこれと戦って撃退する。興国2年/暦応4年（1341年）佐々木高氏の協力を得た師秋が攻撃を再開すると、加藤定有らが奮闘して防戦に努めたが、翌興国3年/康永元年（1342年）7月さらに仁木義長も師秋に加勢したため、南軍の戦況は次第に不利となり、8月玉丸城などの諸城が陥落。間もなく顕能は一志郡多気の地へ退居のやむ無きに至った。
正平2年/貞和3年（1347年）秋には、河内の楠木正行と連携して南朝勢の回復を図るも、翌年に正行が戦死して作戦は失敗に帰している。

### 二度の京都回復
正平6年/観応2年（1351年）、足利氏の内訌（観応の擾乱）に乗じ、顕能は伊勢で再び軍を起こして勢力を拡大した。幕府では、この討伐軍として守護石塔頼房に4か国の軍勢を付けて派遣することが議せられたというが、南朝勢は容易に屈服せず、依然抵抗を続けたらしい。同年11月に北朝の崇光天皇が廃されて正平一統が成ると、京都警固の任に当たるため右近衛大将（本官は中納言か）となり、すぐに上洛するように命じられている。
翌正平7年（1352年）閏2月、後村上天皇が住吉を発して男山へ向かうと、伊勢・伊賀の兵3000余騎を率いて鳥羽から入洛。楠木正儀･千種顕経とともに南軍の先鋒として、七条大宮辺りで武家方の細川顕氏・頼春らを破り、足利義詮を近江へ駆逐した。こうして京都回復を果たした顕能は勅命を奉じて持明院殿に至り、光厳・光明・崇光の3上皇と東宮直仁親王を男山八幡に移し、さらには義詮を追撃すべく近江へ出陣しようとしたが、実際は佐女牛若宮に駐在し、入洛した親房とともに庶政の処理に当たった。
しかし、南朝による京都支配も長くは続かず、同年3月に義詮が勢力を挽回して上洛すると、顕能を大将とする南軍は京都を退却。赤井河原と淀大渡に陣を構えて斯波高経・氏経と奮戦するも、衆寡敵せずして男山東麓の園寺口まで退いた。4月25日に始まる男山合戦では、顕能は伊勢・伊賀の兵3000余騎を率いて園寺口で防戦し、武家方から天皇の行在所を警固することに努めたが、配下の部将であった湯川荘司が細川顕氏の陣に投降したために南軍の敗北は必定となり、5月11日夜半に法性寺康長や名和長生とともに天皇を奉じて下山し、大和路を経て賀名生へ没落するに至った。
その後、多気に帰って兵力を休め、回復の機会を窺っていたことであろう。かくして兵勢はまたもや盛んとなり、同年10月には阿坂城に来攻した細川元氏・土岐頼康らを迎撃。翌正平8年/文和2年（1353年）2月には伊勢から兵を率いて大和宇陀郡に進出し、その先陣は南都に達したという。同年6月、京都回復の作戦に顕能自らは参加していないが、背後には伊勢の軍事力が関与していたと見て大過ない。

### 北勢・伊賀へ進出

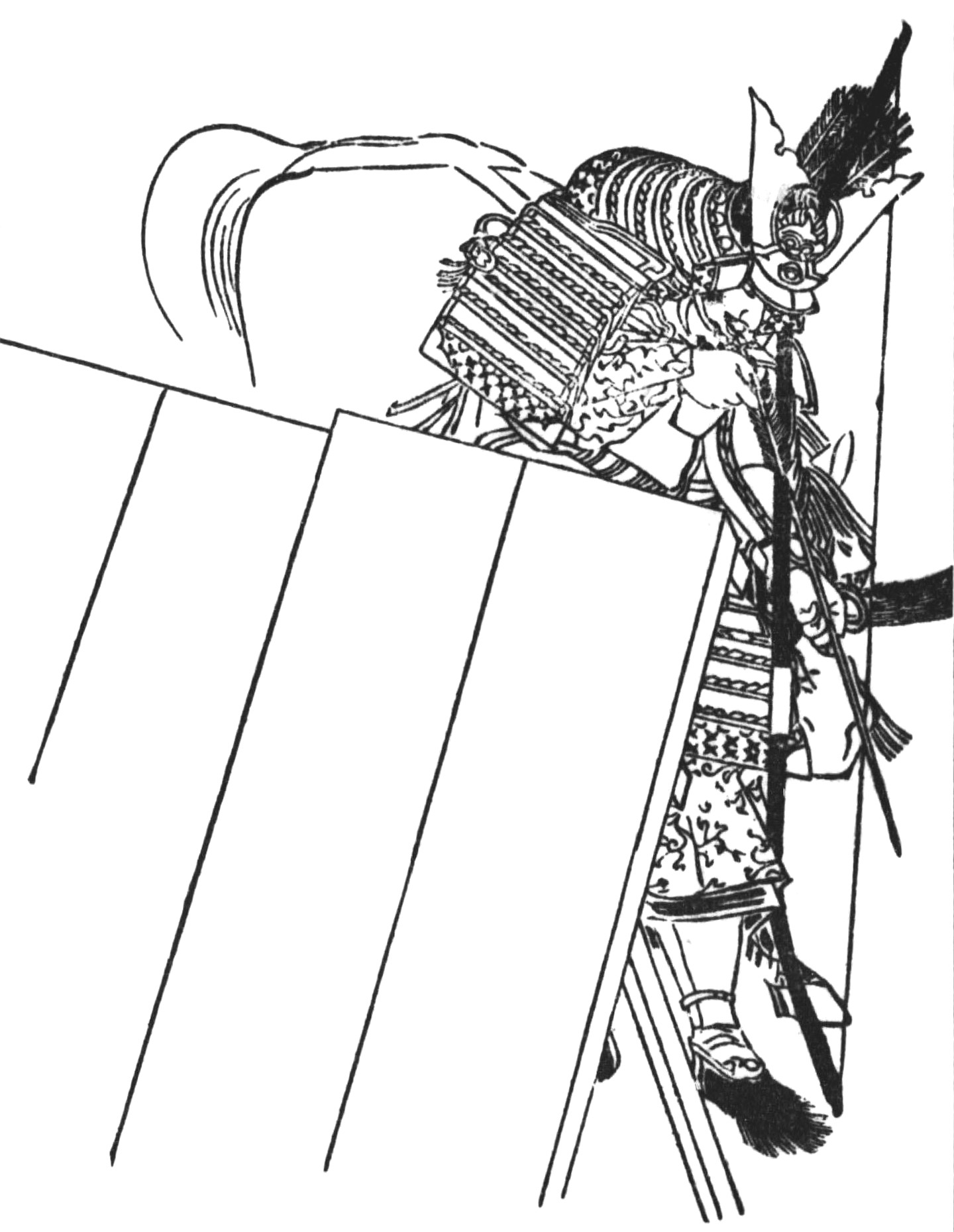
北畠顕能（菊池容斎『前賢故実』）

これ以降は史料に乏しく、顕能の活動について多くを知ることは難しい。ただ、伊勢の動向にしばらく変化が見られないことからして、顕能は依然伊勢国司として南朝の藩屏を確保していたのであろう。近世に成立した南朝関係の軍記は、晩年に至るまで以下のような戦歴を伝えるが、これらの真偽の程は明らかでない。
- 正平10年/文和4年（1355年）5月六角氏が伊賀に侵入するも、これを防いだ春日部高貞が戦死したため、自ら数千騎を率いて六角勢を退ける。
- 正平15年/延文5年（1360年）2月足利義詮･畠山国清が行宮に来攻したため、3000余騎を率いて伊賀・大和の国境に出陣し、敵の糧道を断つ。
- 正平24年/応安2年（1369年）9月土岐頼康が伊勢に侵入したため、子の顕泰を大将としてこれを退け、三重郡に諸城を築いて要害の地とする。
- 建徳2年/応安4年（1371年）6月安濃郡に出陣して土岐康行を破り、同郡を領する。
- 建徳3年/応安5年（1372年）3月朝明郡に出陣して仁木義長を破り、同郡を領する。（以上、主に『桜雲記』･『七巻冊子』･『伊勢之巻』などによる）

正平16年/康安元年（1361年）敵対していた伊勢守護仁木義長が南朝に降ると、顕能はこれを機に北勢・伊賀方面へ進出したが、義長を美濃から攻める土岐氏とも衝突し、伊勢は北畠・仁木・土岐の三者が鼎立する情勢となった。また同じ頃、伊勢在国のまま内大臣に任じられたらしく、このことは『古和文書』にある正平24年（1369年）10月3日付の御教書に「北畠前内大臣家」と見えていることからも裏付けられよう。
伊勢国司としての活動の終見は、『南狩遺文』にある建徳3年（1372年）4月5日付の御教書だが、『桜雲記』･『南方紀伝』などによれば、顕能は文中元年（1372年）従一位・右大臣に叙任され、天授2年（1376年）二男顕泰に国司職を譲ったとされるので、晩年は伊勢経営から引退して吉野に伺候していた可能性もある。『南朝公卿補任』によれば、天授5年（1379年）東宮傅となり、翌年出家したとあるが、確実でない。

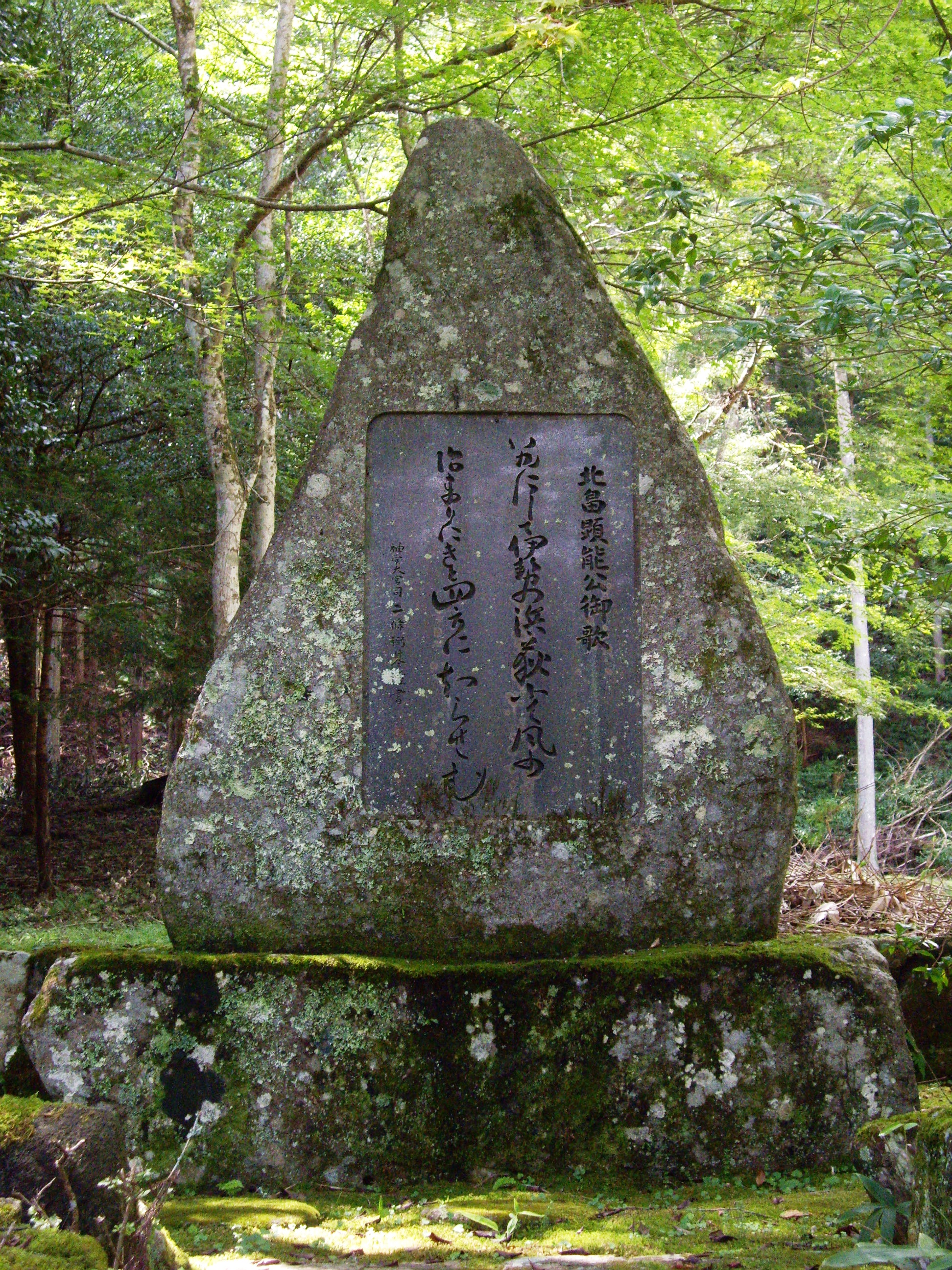
北畠神社の歌碑

### 強硬派の終焉
顕能が薨去したのは、『桜雲記』･『南方紀伝』によると、弘和3年/永徳3年（1383年）7月のことである。その根拠は明らかでないが、同年冬には強硬派の長慶天皇から和平派の後亀山天皇への譲位が行われているので、南朝の柱石であった顕能の死は9年後の南北朝講和へ向けて舵を切る契機となったのかも知れない。享年は58とも63とも伝え、一説に臨終に際して准后宣下を受けたという。終焉の地は多気であろう。2人の兄と同様、南朝護持のため戦闘に明け暮れた生涯を閉じた。葬地は多気金剛寺（『伊勢之巻』、正しくは金国寺か）や室生寺（『北畠家譜』）と伝える他、津市美杉町下之川にある五輪塔跡（塚原中世墓）を墓に比定する伝承もある。
なお、公家らしく歌人としての一面もあり、『新葉和歌集』に18首入集した「入道前右大臣」とは顕能に比定されるのが古来通説である。全て題詠か題知らずの歌で、歌会に参加した形跡のないことは、顕能が天皇に近侍せず、長く辺地にあって藩屏を全うしたことを窺わせる。特に「いかにして伊勢の浜荻吹く風の治まりにきと四方に知らせむ」（雑下・1246）の1首は広く知られており、顕能を祀る北畠神社にはその歌碑がある。また、『新続古今和歌集』にも読人不知として1首入集する。

## 官歴（参考）
- 主要官職の補任年について、各説を併記した。日付は省略。

| 官職     | 伊勢記             | 伊勢之巻           | 南朝編年記略       | 南朝公卿補任       | 備考    |
| -------- | ------------------ | ------------------ | ------------------ | ------------------ | ------- |
| 伊勢国司 | 延元3年（1338年）  | 建武2年（1335年）  | 延元3年（1338年）  | ──                 |         |
| 参議     | 正平2年（1347年）  | ──                 | 正平2年（1347年）  | 正平2年（1347年）  | [ @ 1 ] |
| 右衛門督 | 正平2年（1347年）  | 正平6年（1351年）  | 正平2年（1347年）  | ──                 | [ @ 2 ] |
| 権中納言 | ──                 | 正平7年（1352年）  | 正平7年（1352年）  | 正平6年（1351年）  | [ @ 3 ] |
| 権大納言 | 正平13年（1358年） | 正平21年（1366年） | 正平15年（1360年） | 正平16年（1361年） | [ @ 4 ] |
| 内大臣   | 正平20年（1365年） | 正平23年（1368年） | 正平21年（1366年） | 正平24年（1369年） | [ @ 5 ] |
| 右大臣   | 文中2年（1373年）  | 文中元年（1372年） | 文中元年（1372年） | 文中元年（1372年） |         |

1. ↑  興国7年（1345年）11月13日付で親房から『日本書紀』神代巻を伝授された「参議右大弁兼右近衛権中将朝臣」（図書寮本奥書）と、『南狩遺文』所収「加藤数馬文書」同年8月9日付御教書の発給主体「弁宰相中将殿」とは、恐らく同一人で顕能に比定されるか。『神護寺交衆任日次第』正平7年（1352年）閏2月20日条にも「北畠宰相中将顕能」と見える。
2. ↑  『太平記』巻30「住吉松折事」に「中院右衛門督顕能」と見える。中院と号したことは他に見えないが、実父を中院貞平とする説に関係あるか。
3. ↑  『祇園執行日記』正平7年（1352年）閏2月21日条･3月15日･5月12日条、『五壇法記』同年5月6日条などに「（北畠）中納言顕能卿」と見える。
4. ↑  『園太暦』観応2年（1351年）3月3日条の「勢州源大納言」、『佐藤文書』正平6年12月27日付御教書の発給主体「土御門源大納言」について顕能に比定する説あり。
5. ↑  村田正志は、正平16年（1361年）頃に書かれた後村上天皇宸翰消息（『村手重雄氏所蔵文書』、穂久邇文庫現蔵）の1通について、天皇が顕能の任内大臣を慶賀して顕能に賜ったものかと推定している（「村手重雄氏蔵後村上天皇宸翰の考証」 『村田正志著作集 第1巻 増補南北朝史論』 思文閣出版、1983年、ISBN 9784784203437。初出は1951年）。

## 系譜
- 父：北畠親房（1293-1354）
- 母：不詳[2]
- 兄弟姉妹：北畠顕家、北畠顕信、女子（後村上天皇女御）、女子（護良親王室）、女子（冷泉持定室）

- 生母不詳[3]
  - 男子：木造顕俊（?-1375?） - 子孫は木造家
  - 男子：北畠顕泰（1361?-1414）
  - 男子：除野顕相[11]